# أدولف براند
أدولف براند (بالألمانية: Adolf Brand)‏ هو صحفي وكاتب ألماني، ولد في 14 نوفمبر 1874 في برلين في ألمانيا، وتوفي بنفس المكان في 2 فبراير 1945.